# Suksipallo
Suksipallo (auf Deutsch etwa: Skiball) ist eine bis in die Mitte des 20. Jahrhunderts gebräuchliche, heute nicht mehr praktizierte Sportart im Norden Finnlands. Vor allem unter den Samen war es in den Wintermonaten ein Zeitvertreib, der gleichzeitig ein Training für den harten Winter bot. Auf einem weitläufigen Feld treten dabei zwei Mannschaften auf Skiern gegeneinander an. Ziel ist es, einen aus Rentierleder bestehenden Ball mit Hilfe der Skier über eine aus Stöcken gelegte Linie im gegnerischen Feld zu befördern. Suksipallo war ausschließlich in Lappland und hier besonders in dem eng begrenzten Gebiet zwischen Kuusamo, Rovaniemi und Inari verbreitet. In den dortigen Freiluftmuseen erinnern Informationstafeln und Ausstellungsstücke an die Tradition des Suksipallo.
Suksipallo wird im Heimatmuseum von Kuusamo als „Mischung aus Skilauf und Fußball“ beschrieben, während es in den von Johannes Scheffer wiedergegebenen Reiseberichten aus dem 18. Jahrhundert als „wild skiing race of overconfident men for a reindeer ball“ bezeichnet wird (etwa: wildes Skirennen zwischen übermotivierten Männern um einen Rentierball). Die Verletzungsrate scheint bei den Spielern recht hoch gewesen zu sein; jedenfalls erwähnen Heikki Ylikangas u. a. Suksipallo als Beispiel dafür, dass rohes Gebaren in der Geschichte Finnlands sich auch in dessen Freizeitbeschäftigungen widerspiegele. So habe es keine Regeln bezüglich Fouls gegeben, was mit rüden Tacklings und nicht selten schmerzhaften Verletzungen einhergegangen sein soll.